# کد سرویس عمودی
کد سرویس عمودی (VSC) دنباله‌ای از ارقام و علامت‌های ستاره (*) و علامت عدد (#) است که روی صفحه کلید تلفن یا شماره‌گیر چرخشی برای فعال یا غیرفعال کردن ویژگی‌های خدمات تلفن خاص شماره‌گیری می‌شوند. برخی از کدهای خدمات عمودی نیاز به شماره‌گیری یک شماره تلفن پس از دنباله کد دارند. در تلفن لمسی، کدها بیشتر با کلید ستاره شروع می‌شوند و در نتیجه نام‌های متداول کدهای ستاره به‌دست می‌آیند. در تلفن‌های شماره‌گیری چرخشی، ستاره با شماره‌گیری ۱۱ جایگزین می‌شود.
در سیستم تلفن آمریکای شمالی، VSCها توسط AT&T Corp. به عنوان کدهای خدمات سیگنال دهی محلی سفارشی (کلاس یا LASS) در دهه ۱۹۶۰ و ۷۰ توسعه یافتند. استفاده از آنها در سراسر دهه ۱۹۹۰ در همه نقاط جهان مرسوم شد و در نهایت به یک استاندارد شناخته شده تبدیل شد. از آنجایی که CLASS یک علامت تجاری AT&T بود، اصطلاح کد خدمات عمودی توسط اداره برنامه شماره گذاری آمریکای شمالی پذیرفته شد. استفاده از این سیستم یک ارجاع تا حدودی قدیمی به روش‌های سوئیچینگ قدیمی است و این واقعیت که این خدمات فقط توسط یک مشترک تلفن محلی قابل دسترسی است و به جای خروج (افقی) به یک شرکت تلفن دیگر، در داخل دفتر مرکزی محلی (عمودی) می‌رود.

## تعاریف ویژگی

### آمریکای شمالی
در زیر کدهای خدمات عمودی است که عموماً توسط اداره برنامه شماره گذاری آمریکای شمالی برای استفاده در مناطق NANP توصیه می‌شود. همه این خدمات در همه مناطق در دسترس نیستند و برخی فقط برای تلفن ثابت یا همراه در دسترس هستند.
خدمات سیگنالینگ منطقه محلی (LASS) و کدهای کنترل ویژگی تماس سفارشی:
| کد سرویس عمودی | کد سرویس عمودی | تعریف خدمات                                                                    |
| لحن شماره‌گیری  | نبض شماره‌گیری  | تعریف خدمات                                                                    |
| -------------- | -------------- | ------------------------------------------------------------------------------ |
| *۵۱            | 1151           | کی به من زنگ زد شماره دایرکتوری، تاریخ و زمان تماس‌های بی پاسخ را ارائه می‌دهد   |
| *۵۲            | 1152           | Call Hold (بسته تنوع تک خطی). اجازه می‌دهد تا تماس در ایستگاه دیگری دریافت شود. |
| *۵۳            | 1153           | حلقه متمایز B. به مشترک اجازه می‌دهد تا به یک طرف خاص به‌طور مشخص هشدار دهد.     |
| *۵۴            | 1154           | زنگ متمایز C. به مشترک اجازه می‌دهد تا به یک طرف خاص به‌طور مشخص هشدار دهد.      |
| *۵۷            | 1157           | ردیابی تماس                                                                    |
| *۶۰            | 1160           | مسدود کردن تماس                                                                |
| *۶۱            | 1161           | تماس اولویت دار                                                                |
| *۶۲            | 1162           | انتظار تماس انتخابی                                                            |
| *۶۳            | 1163           | ارسال انتخابی تماس                                                             |
| *۶۵            | 1165           | فعال سازی تحویل شماره تماس                                                     |
| *۶۶            | 1166           | شماره‌گیری مجدد مداوم                                                           |
| *۶۷            | 1167           | مسدود کردن تحویل شماره تماس                                                    |
| *۶۸            | 1168           | فعال کردن ارسال تماس در حالت مشغول                                             |
| *۶۹            | 1169           | بازگشت آخرین تماس (ورودی)                                                      |
| *۷۰            | 1170           | غیرفعال کردن انتظار تماس                                                       |
| *۷۱            | 1171           | از تماس سه طرفه حساس استفاده کنید                                              |
| *۷۲            | 1172           | فوروارد بدون قید و شرط: همه تماس‌ها                                             |
| *۷۳            | 1173           | Call Forward: لغو                                                              |
| *۷۴            | 1174           | تماس سریع (۸ شماره)                                                            |
| *۷۵            | 1175           | تماس سریع (۳۰ شماره)                                                           |
| *۷۷            | 1177           | فعال سازی رد تماس ناشناس                                                       |
| *۷۸            | 1178           | مزاحم نشوید                                                                    |
| *۷۹            | 1179           | مزاحم نشوید غیرفعال کنید                                                       |
| *۸۰            | 1180           | مسدود کردن تماس غیرفعال است                                                    |
| *۸۱            | 1181           | تماس اولویتی غیرفعال شود                                                       |
| *۸۲            | 1182           | شناسه تماس گیرنده (در هر تماس)                                                 |
| *۸۳            | 1183           | انتقال انتخابی تماس غیرفعال است                                                |
| *۸۵            | 1185           | شناسه تماس گیرنده غیرفعال است                                                  |
| *۸۶            | 1186           | لغو شماره‌گیری مجدد مداوم                                                       |
| *۸۷            | 1187           | غیرفعال کردن رد تماس ناشناس                                                    |
| *۸۸            | 1188           | غیرفعال کردن ارسال تماس در حالت مشغول                                          |
| *۸۹            | 1189           | لغو تماس آخر                                                                   |
| *۹۰            | 1190           | فوروارد شرطی: خط مشغول                                                         |
| *۹۲            | 1192           | فوروارد شرطی: پاسخی وجود ندارد                                                 |
| *۹۴            | 1194           | دریافت تماس مستقیم                                                             |
| *۲۷۲           |                | سرویس اولویت بی‌سیم                                                             |